# Jurij Mihajlovics Lotman
Jurij Mikajlovics Lotman (oroszul: Юрий Михайлович Лотман) (Petrográd, 1922. február 28. – Tartu, 1993. október 28.) szovjet-orosz irodalomtudós, a világszerte ismert tartui szemiotikai iskola alapítója.
Egyetemi tanulmányait Leningrádban végezte 1950-ig, majd a Tartui Egyetem orosz tanszékén kezdett dolgozni, amelynek később vezetője lett. Eleinte a XVIII. és XIX. század orosz irodalmával, elsősorban a korszak költészetével foglalkozott az 1950-es években, majd – nem utolsósorban az orosz formalista iskola ihletésére – a XIX. századi orosz irodalom belső fejlődéstörténetének problémáit vizsgálta.
Műközpontú írásaiban egy modern poétika, illetve irodalomelmélet megteremtésére törekedett. A műelemzés szemiotikai szempontú elméleti hátterét és gyakorlati alkalmazását egyaránt kidolgozta. Emellett intenzíven foglalkozott kultúratipológiai kérdésekkel is. Művei élénk vitákat váltottak ki kora szovjet irodalomtudományában és szerzőjének nemzetközi szintű elismertséget szereztek.

## Főbb művei
- Структура художественного текста (1970, magyarul 1973, Szöveg – modell – típus, rövidített)
- Семиотика кино и проблемы киноэстетики (1973, Filmszemiotika és filmesztétika)
- Александр Сергеевич Пушкин (1981, Puskin)
- Культура и взрыв (1992, Kultúra és robbanás)

### Magyarul
- Szöveg, modell, típus; vál., utószó Hoppál Mihály, ford. Bánlaki Viktor et al.; Gondolat, Bp., 1973
- Filmszemiotika és filmesztétika; ford. Réthy Ágnes; Gondolat, Bp., 1977
- Puskin; ford., jegyz. Gereben Ágnes; Európa, Bp., 1987 (Mérleg)
- Kultúra, szöveg, narráció. Orosz elméletírók tanulmányai [Jurij Lotman, Olga Frejdenberg]; szerk. Kovács Árpád, V. Gilbert Edit, ford. Hoffmann Kornélia et al.; Janus Pannonius Egyetemi Kiadó, Pécs, 1994 (JPTE irodalomtudományi füzetek)
- Kultúra és robbanás; ford. Szűcs Teri; Pannonica, Bp., 2001 (Pannonica kiskönyvtár)
- Kultúra és intellektus. Jurij Lotman válogatott tanulmányai a szöveg, a kultúra és a történelem szemiotikája köréből; ford., szerk., előszó, utószó Szitár Katalin; Argumentum–ELTE  Irodalom és Irodalomkutatás Doktori Program, Bp., 2002 (Diszkurzívák)